# 蒙古国宗教
蒙古宗教（2010）
歷史上，蒙古人主要信奉藏傳佛教和薩滿教，在蒙古帝國時期，基督教（主要為景教和天主教）和伊斯蘭教也影響了蒙古的信仰，雖然這兩種宗教從未成為蒙古的主要信仰。在蒙古人民共和國時期（1924-1992年），所有的宗教都受到了壓迫，1990年代至今，宗教信仰又普遍復興，不過整體而言蒙古屬於世俗國家。根據2010年蒙古全國人口普查，蒙古人口中有53％為佛教徒，38.6％無宗教，3％為穆斯林（主要為哈薩克族），2.9％為薩滿教徒，2.1％為基督徒， 0.4％信仰其他宗教。

## 人口統計
| 宗教                 | 2010年    | 2010年 |
| 宗教                 | 人口數量  | %      |
| -------------------- | --------- | ------ |
| 佛教                 | 1,009,357 | 53.0   |
| 伊斯蘭教             | 57,702    | 3.0    |
| 薩滿教               | 55,174    | 2.9    |
| 基督宗教             | 41,117    | 2.1    |
| 其他宗教             | 6,933     | 0.4    |
| 無宗教或 道教/泛靈論 | 735,283   | 38.6   |
| 全部人口             | 1,905,566 | 100    |